# Stanisław Wolff
Stanisław Wolff (ur. 8 września 1929 w Sosnowcu, zm. 4 września 2018) – polski specjalista w zakresie metalurgii, prof. dr hab. inż.

## Życiorys
Był absolwentem Akademii Górniczo-Hutniczej w Krakowie. W latach 1952–1976 pracował w przemyśle metali nieżelaznych, pełniąc w tym czasie szereg funkcji kierowniczych. W 1975 uzyskał stopień naukowy doktora nauk technicznych i w 1977 rozpoczął pracę na Wydziale Metalurgicznym Politechniki Śląskiej. W latach 1977–1991 pełnił funkcję dyrektora Instytutu Metali Nieżelaznych, zaś w latach 1992–1999 pełnił funkcję kierownika Zakładu Metali Nieżelaznych w Katedrze Metalurgii Ekstrakcyjnej, w międzyczasie w 1994 uzyskując tytuł profesora.
Zmarł 4 września 2018 i został pochowany na Cmentarzu ewangelickim przy ulicy Francuskiej w Katowicach.